# بی‌حس‌کننده موضعی

بسیاری از بی‌حس‌کننده‌های موضعی به دو دسته شیمیایی عمومی تقسیم می‌شوند، آمینو استرها (بالا) و آمینو آمیدها (پایین).

بی‌حس‌کننده‌های موضعی داروهایی هستند که به صورت موقت از حس درد جلوگیری می‌کنند.
علاوه بر ممانعت از حس درد معمولاً زمانی که این داروها در مسیر یک عصب قرار می‌گیرند می‌توانند به خوبی فلج عضلانی ایجاد کنند.
بی‌حس‌کننده موضعی از نظر ساختاری جز مشتقات کوکائین می‌باشند و از این رو پسوند همه آن‌ها نیز
کائین می‌باشد. تفاوت این داروها با کوکائین در این است که این داروها برخلاف کوکائین قابلیت سوءاستفاده پایینی دارند و انقباض عروقی و فشار خون بالا ایجاد نمی‌کنند.
بی‌حس‌کننده‌های موضعی در دو دسته متفاوت قرار دارند: آمید و استر.
بی‌حس‌کننده موضعی در تکنیک‌های مختلف بی‌حسی موضعی استفاده می‌شود که این روش‌ها عبارتند از:
- بی‌حسی سطحی
- بلاک عصبی
- بی‌حسی ارتشاحی
- اسپاینال
- اپیدورال

## موارد استفاده

### درد حاد
درد می‌تواند در طی ضربه، جراحی، عفونت، اختلال در گردش خون و بسیاری از شرایط دیگر از جمله آسیب به بافت بدن ایجاد شود. در یک محیط درمانی مطلوب این است که درد را کاهش دهند و از طول کشیدن درد و مزمن شدن آن جلوگیری کنند. کاهش درد موجب آسودگی و راحتی بیمار می‌شود، کاهش درد می‌تواند سبب کاهش آسیب‌های فیزیولوژیکی شود که عدم درمان آن عواقب بدی برای بیمار خواهد داشت. درد حاد می‌تواند به وسیله استفاده از مسکن‌ها تسکین یابد اما با استفاده از بی‌حسی منطقه‌ای می‌توان دردهای شدید را به خوبی با کمترین عوارض تسکین داد. برای رسیدن به این هدف بی‌حس‌کننده موضعی به وسیله تزریق مکرر یا با استفاده از پمپ تزریق از طریق کاتتر بی‌حسی مطلوب را ایجاد می‌کند. دوزهای پایین بی‌حس‌کننده موضعی می‌تواند مقداری ضعف عضلانی ایجاد کند اما مانع از حرکت بیمار نخواهد شد. بعضی از مواردی که می‌توان از بی‌حس‌کننده موضعی استفاده کرد عبارتند از:
- درد زایمان (اپیدورال، بلاک عصبی پودندال)
- درد بعد از عمل جراحی (اپیدورال، بلاک اعصاب محیطی)
- درد ناشی از ضربه (بلاک اعصاب محیطی، اپیدورال)

#### موارد استفاده و کاربردهای بی‌حس‌کننده‌های موضعی
در درمان دردهای مقعدی، به ویژه پس از جراحی یا در مواردی که نیاز به تسکین فوری درد باشد، استفاده از پماد بی‌حسی قوی مقعدی می‌تواند راهکار مؤثری باشد. این نوع داروهای بی‌حسی به سرعت اثر کرده و درد را به‌طور موضعی کاهش می‌دهند.

### درد مزمن
درد مزمن بیماری پیچیده و اغلب جدی است که نیاز به تشخیص و درمان توسط یک متخصص در طب درد است. داروهای بی‌حس‌کننده موضعی می‌تواند بارها و بارها و به صورت مداوم در ترکیب با داروهای مخدر، داروهای غیراستروئیدی و داروهای ضدتشنج برای کاهش درد مزمن استفاده کرد.

### عمل جراحی
تقریباً می‌توان هر بخشی از بدن را به وسیله بی‌حسی منطقه‌ای، بی‌حس کرد تا مورد عمل جراحی قرار بگیرد. با این حال تعداد روش‌های محدودی در کلینیک‌ها استفاده می‌شود. گاهی برای اینکه بیمار آرام‌تر باشد و بتواند عمل جراحی را به خوبی تحمل کند روش‌های بی‌حسی با بیهوشی عمومی یا آرام‌بخشی ترکیب می‌شود. بعضی از انواع اعمال جراحی که می‌توان تحت انواع بی‌حسی آن را انجام داد به شرح زیر است:
- دندانپزشکی
- بعضی از بیماری‌های پا
- جراحی چشم
- بعضی از جراحی‌های گوش و حلق و بینی
- بعضی از جراحی‌های سر
- بعضی از جراحی‌های کتف و بازو (بی‌حسی منطقه‌ای داخل عروقی، بلاک عصبی)[۲]
- جراحی قلب و ریه (اپیدورال در ترکیب با بیهوشی عمومی)
- جراحی شکم (اپیدورال یا اسپاینال معمولاً در ترکیب با بیهوشی عمومی)
- جراحی زنان و زایمان (اپیدورال یا اسپاینال)
- جراحی ارولوژی (اپیدورال یا اسپاینال)
- جراحی استخوان و مفاصل (اپیدورال یا اسپاینال، بلاک اعصاب، بی‌حسی منطقه‌ای داخل عروقی)
- جراحی پوست و عروق محیطی (اپیدورال یا اسپاینال، بی‌حسی سطحی، بلاک عصبی)

### موارد دیگر
بی‌حسی سطحی به شکل ترکیب لیدوکائین و پریلوکائین که به کِرِم (به انگلیسی: EMLA) معروف است. از این کرم برای کم کردن درد ناشی از فرایند خون‌گیری (کشیدن خون با سوزن) و تعبیه آنژیوکت استفاده می‌شود. همچنین از بی‌حسی سطحی در هنگام فرایندهای اندوسکوپیک مانند سیستوسکوپی (مشاهده داخل مثانه) و برونکوسکوپی (مشاهده راه هوایی و ریه) استفاده می‌شود.

## اثرات جانبی

### عوارض موضعی
اثرات جانبی منفی داروهای بی‌حس‌کننده موضعی به شکل عوارض عصبی-عضلانی مانند طول کشیدن بی‌حسی یا فلج بروز پیدا می‌کند. این علائم به دلیل آسیب یا اختلال در عملکرد عصب ایجاد می‌شود. به‌عنوان مثال استفاده از بی‌حسی در چشم می‌تواند باعث بروز اختلالات شدید در قرنیه شود.

#### خطرات
خطرات در این روش بسته به نوع و محل آسیب عصبی می‌تواند موقت یا دائم باشد.

#### بازگشت از بی‌حسی
آسیب عصبی دائمی بعد از بلاک عصبی محیطی معمولاً نادر است. علائم معمولاً در عرض چند هفته ناپدید می‌شوند. اغلب کسانی که دچار عوارض بی‌حسی می‌شوند معمولاً در عرض ۶ هفته به صورت کامل بهبود پیدا می‌کنند، به صورت نادر در صورت طول کشیدن علائم ۹۹٪ افراد تا یک سال به‌طور کامل درمان می‌شوند. تخمین زده می‌شود که ۱ در ۵۰۰۰ تا ۱ در ۳۰۰۰۰ وقتی تحت انواع روش‌های بی‌حسی موضعی قرار می‌گیرند دچار آسیب عصبی دائمی می‌شوند.

#### علل
علل عوارض موضعی می‌تواند یکی از موارد زیر باشد:
- مسمویت عصبی به دلیل واکنش آلرژیک به دارو
- فشار بالای مایع در فضای محدود
- قطع شدن رشته عصبی یا بافت پشتیبان به وسیله سوزن یا کاتتر
- ایجاد هماتوم در محل تزریق که می‌تواند بر روی اعصاب فشار وارد کند.
- عفونت در محل تزریق که می‌تواند ایجاد التهاب و در نهایت فشار روی عصب شود.

### عوارض جانبی عمومی
عوارض نامطلوب دارویی با نوع دارویی که استفاده می‌شود مرتبط است. انتقال تکانه‌های عصبی در سیستم عصبی مرکزی، سیستم عصبی محیطی و سیستم عصبی قلب مشابه به هم است. اثرات بی‌حس‌کننده موضعی مختص اعصاب محیطی نیست. عوارض جانبی این داروها بر روی سیستم عصبی مرکزی و قلبی می‌تواند مهلک و کشنده باشد. به هرحال زمانی که تکنیک‌های بی‌حسی به درستی رعایت شوند سمیت این داروها در حد پلاسما باقی می‌ماند و خطری ایجاد نمی‌کند. دوزهای بالای پلاسما زمانی اتفاق می‌افتد که مثلاً بر حسب اتفاق حجم بالایی از دارو در روش اپیدورال در داخل عروق تزریق شود.

#### سیستم عصبی مرکزی
بر اساس محل دارو در سیستم عصبی مرکزی، داروهای بی‌حس‌کننده موضعی می‌توانند اثرات تحریک‌کننده یا مهاری ایجاد کنند. اولین علائم تحریک سیستم عصبی مرکزی به عنوان داروهای بی‌حس‌کننده شامل احساس زنگ در گوش، احساس طعم فلزی در دهان و احساس سوزن سوزن شدن یا بی‌حسی در دهان می‌باشد. افزایش سطح غلظت و مسمومیت با این داروها سبب تحریک اعصاب مهاری در مغز می‌شود که می‌تواند باعث بروز علائم شدیدتر مثل تشنج شود. مهار عملکرد مغز در غلظت‌های بالاتر می‌تواند سبب کما، توقف تنفس و مرگ شود. این سطح از مسمومیت و غلظت پلاسمایی معمولاً زمانی رخ می‌دهد که دوز بالایی از دارو وارد گردش خون شود. احتمال دیگر در مسمویت قرار گرفتن سیستم عصبی مرکزی به صورت مستقیم در معرض داروی بی‌حس‌کننده می‌باشد. به عنوان مثال تزریق دوز بالای دارو در روش اسپاینال یا تزریق اشتباهی داروی اپیدورال در فضای اسپاینال (فضای زیر عنکبوتیه)

#### سیستم قلبی و عروقی
مسمومیت قلبی با مصرف بیش از حد داخل عروقی داروی بی‌حس‌کننده در ارتباط است. نشانه‌های این مسمومیت فشار خون پایین، تأخیر در هدایت تکانه‌های عصبی از دهلیز به بطن، (به انگلیسی: idioventricular rhythms) و کلاپس قلبی و عروقی می‌باشد. اگرچه تمام داروهای بی‌حس‌کننده موضعی به صورت موقت و کوتاه اثر این قابلیت را دارند که روی عضله قلب اثر گذاشته و موجب مهار آن شوند اما بوپیواکائین جذب بسیار بالا و برگشت‌ناپذیری با کانال سدیمی داشته و می‌تواند موجب ایجاد آریتمی‌های بدخیم قلبی شود. حتی لووبوپیواکائین و روپیواکائین که جهت کاهش عوارض قلبی عروقی ساخته شدند هم پتانسیل و قدرت اختلال در عملکرد قلبی و عروقی را دارند.

#### حساسیت
واکنش و حساسیت‌های دارویی به بی‌حس‌کننده موضعی (مخصوصا استر) غیرمعمول نیست، اما آلرژی واقعی بسیار نادر است. واکنش‌های آلرژیک معمولاً در پاسخ به متابولیت داروهای استر یعنی پاراآمینوبنزوئیک اسید (به انگلیسی: para-aminobenzoic acid) است؛ بنابراین این واکنش در آمیدها شایع نیست. در نتیجه می‌توان از آمیدها به عنوان جایگزین برای بیماران استفاده کرد. واکنش‌های آلرژیک نیز می‌تواند تظاهراتی شبیه به واکنش‌های آلرژیک داشته باشد. در بعضی از بیماران آزمایش پوستی می‌تواند برای تشخیص واکنش‌های آلرژیک مفید باشد. گاهی واکنش‌های آلرژیک به علت وجود ماده نگهدارنده پارابن (به انگلیسی: paraben) در داروهای بی‌حس‌کننده موضعی ایجاد می‌شود.

#### متهموگلوبینمی
متهموگلوبینمی عارضه‌ای است که در آن آهن هموگلوبین بیمار تغییر شکل پیدا می‌کند و در نتیجه باعث کاهش ظرفیت انتقال اکسیژن و در نهایت بروز علائم هیپوکسی می‌گردد. در دسته داروهای بی‌حس‌کننده، لیدوکائین، پریلوکائین و مخصوصاً بنزوکائین باعث ایجاد این عارضه می‌شوند. سمیت سیستمیک ناشی از پریلوکائین نسبتاً کم است، به هر حال متابولیت (به انگلیسی: o-toluidine) عامل شناخته شده برای متهموگلوبینمی است.

#### درمان مسمومیت با استفاده از چربی
این روش توسط  گای وینبرگ (به انگلیسی: Guy Weinberg) در سال ۱۹۹۸ ابداع شد اما تا سال ۲۰۰۶ زمانی که اولین بیمار با این روش نجات پیدا کرد به صورت گسترده منتشر و استفاده نشد. شواهدی وجود دارد که محلول‌های چربی داخل وریدی جهت درمان سمیت شدید قلبی ناشی از بی‌حس‌کننده‌های موضعی مؤثر هستند. از این روش جهت درمان موارد مسمویت در انسان هم استفاده شده و موفقیت‌آمیز بوده‌است. با این حال شواهد همچنان محدود هستند. اگرچه بیشتر گزارش‌ها در مورد استفاده از محلول (به انگلیسی: Intralipid)(که در واقع یک محلول چربی داخل عروقی است) است، اما محلول‌های دیگر از جمله (به انگلیسی: Liposyn) و (به انگلیسی: Medialipid) نیز به صورت مؤثر استفاده شده‌است. آزمایش‌های فراوان بر روی نمونه‌های حیوانی شواهد فوق را تأیید می‌کند، همچنین گزارش‌های نمونه‌های انسانی نیز موفقیت‌آمیز بوده‌است. در انگلستان تلاش شده تا این روش به خوبی معرفی شود و انجمن متخصصان بیهوشی بریتانیا و ایرلند روش فوق را برای درمان مسمویت با بی‌حس‌کننده‌ها توصیه می‌کنند. در حال حاضر یک گزارش منتشر شده از درمان مصرف بیش از حد (به انگلیسی: overdose) داروی (به انگلیسی: bupropion) و (به انگلیسی: lamotrigine) با استفاده از محلول چربی منتشر شده‌است. اگرچه مکانیزم روش فوق به درستی مشخص نیست اما حدس زده می‌شود که ممکن است ورود این میزان چربی به خون به شکل یک جاذب عمل کرده و سمی که در بافت وجود دارد جذب چربی شود. این نظریه با دو مطالعه‌ای که در مورد سمیت ناشی از کلومیپرامین در خرگوش‌ها انجام شد سازگار است. همچنین با یک مورد گزارش در مورد مسمومیت با (به انگلیسی: Moxidectin) در یک سگ و درمان آن با روش فوق هم‌خوانی دارد.

## روش اثر

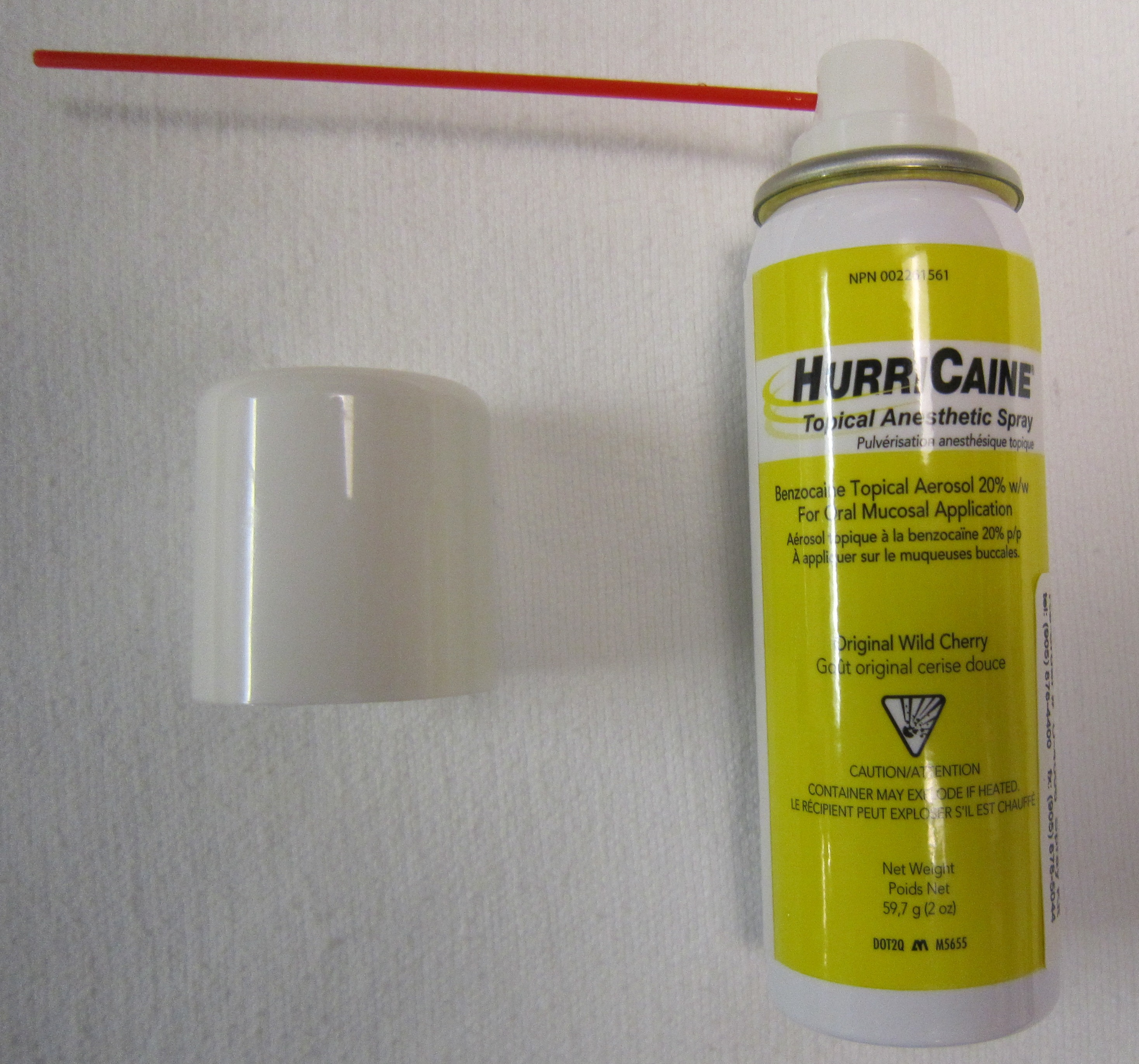
تصویری از بی حس کننده موضعی

تمام داروهای بی‌حس‌کننده موضعی باعث پایداری غشا و در نتیجه عدم دپلاریزه شدن سلول می‌شود. این داروها به صورت برگشت‌پذیر باعث کاهش میزان دپلاریزان و رپلاریزان سلول‌ها در غشای تحریک پذیر می‌شوند. اگرچه تعدادی دیگری از داروها هم باعث پایداری در غشا می‌شوند اما در دسته داروهای بی‌حس‌کننده قرار نمی‌گیرند (به‌عنوان مثال پروپرانولول). داروهای بی‌حس‌کننده عمدتاً با مهار ورود سدیم از دریچه‌های یون سدیم در غشای سلول، موجب جلوگیری از دپلاریزان سلول شده و در نهایت جریان عصبی مهار خواهد شد.

محل گیرنده در قسمت سیتوپلاسمی (داخلی) کانال سدیمی قرار دارد. داروهای بی‌حس‌کننده موضعی با سهولت بیشتری به کانال‌های سدیمی که در حالت فعال قرار دارند متصل می‌شوند، بنابراین شروع بلاک عصبی در اعصابی که حالت فعال دارند سریعتر خواهد بود. داروهای بی‌حس‌کننده موضعی معمولاً پایه ضعیفی دارند بنابراین آن‌ها را به صورت نمک هیدروکلرید می‌سازند تا در آب محلول باشند. اسیدوز که معمولاً در نتیجه التهاب ایجاد می‌شود باعث کاهش اثر بی‌حس‌کننده موضعی می‌شود، آنهم به این دلیل که در هنگام اسیدوز این داروها یونیزه شده و بنابراین نمی‌توانند از غشای سلول عبور کرده و به محل گیرنده برسند.

تمام رشته‌های عصبی نسبت به داروهای بی‌حس‌کننده موضعی حساس هستند، این حساسیت بسته به قطر و میلین رشته‌های عصبی است. رشته‌های عصبی نوع B (رشته‌های عصبی سمپاتیک) نسبت به سایر رشته‌های عصبی حساسیت بالاتری داشته و پس از آن رشته‌های عصبی نوع C (رشته‌های عصبی درد) و در آخر رشته‌های عصبی نوع A (رشته‌های عصبی دما) قرار دارد. رشته‌های عصبی نوع A خود به سه دسته تقسیم‌بندی می‌شوند که حساسیت متفاوتی نسبت به داروهای بی‌حس‌کننده موضعی دارند به این ترتیب که بیشترین حساسیت مربوط به نوع Aگاما (مربوط به حس عمق)، پس از آن Aبتا (مربوط به لمس و فشار) و در آخر Aآلفا (موتور) قرار دارد.

اگرچه رشته‌های عصبی نوع B از نوع C ضخیم‌تر هستند اما به دلیل اینکه رشته‌های میلین دار هستند بسیار زودتر از نوع C توسط بی‌حس‌کننده موضعی مسدود می‌شوند.

## تکنیک
انواع داروهای بی‌حس‌کننده عصبی می‌توانند تمام رشته‌های عصبی مابین سیستم عصبی مرکزی و انتهای عصب محیطی را مسدود نمایند. رایجترین تکنیک برای بی‌حسی اعصاب محیطی استفاده از از ماده بی‌حس‌کننده بر روی پوست یا دیگر سطوح بدن است. اعصاب بزرگ و کوچک می‌توانند هرکدام به تنهایی (بلاک اعصاب محیطی) یا به صورت مشترک (بی‌حسی شبکه‌ای) با یکدیگر بی‌حس شوند. بی‌حسی اسپاینال و بی‌حسی اپیدورال دو روش برای بلاک اعصاب مرکزی هستند. تزریق داروی بی‌حس‌کننده موضعی اغلب دردناک است. از روش‌هایی که برای کاهش این درد می‌توان استفاده کرد گرم کردن و استفاده از بی‌کربنات سدیم است.

تکنیک‌های بالینی عبارتند از:926-931
- بی‌حسی سطحی: استفاده از اشکال اسپری، کِرِم و محلول بی‌حس‌کننده موضعی بر روی پوست یا مخاط. این روش ماندگاری کمی داشته و فقط قسمتی که با ماده بی‌حس‌کننده در ارتباط است بی‌حس خواهد شد.
- بی‌حسی ارتشاحی: ترشح ماده بی‌حس‌کننده به داخل بافت باعث ایجاد بی‌حسی در آن ناحیه می‌شود. به صورت کلی به بی‌حسی سطحی و بی‌حسی ارتشاحی، بی‌حسی موضعی گفته می‌شود.
- بلاک اعصاب محیطی: تزریق ماده بی‌حس‌کننده به اطراف رشته عصبی و در نتیجه مسدود شدن آن، که باعث می‌شد ناحیه‌ای که توسط آن عصب، عصب دهی می‌شود بلاک شود.
- بی‌حسی شبکه‌ای: در این روش ماده بی‌حس‌کننده در نزدیکی شبکه عصبی تزریق می‌شود. به دلیل بسته بودن فضای بافت در آن قسمت انتشار ماده بی‌حس‌کننده نیز محدود خواهد بود. اثرات بی‌حسی این روش در نتیجه مسدود شدن قسمتی یا تمام رشته‌های عصبی داخل شبکه و در نتیجه بی‌حس شدن قسمتی یا تمام بافتهایی که از این شبکه عصب دهی می‌شوند خواهد بود.
- بی‌حسی اپیدورال: در این روش ماده بی‌حس‌کننده در داخل فضای اپیدورال یعنی فضایی که ریشه اعصاب نخاعی از آنجا آغاز می‌شود تزریق می‌گردد.[۱۸]1611
- بی‌حسی اسپاینال: در این روش ماده بی‌حس‌کننده در مایع مغزی-نخاعی تزریق می‌شود. معمولاً این روش از ناحیه کمری انجام می‌شود. اثر این روش باعث بی‌حسی پاها و شکم و قسمتی از قفسه سینه می‌شود.[۱۸]1611
- بی‌حسی منطقه‌ای داخل عروقی (یا (به انگلیسی: Bier block anesthesia)): در این روش جریان خون یک اندام با استفاده از تورنیکه که در اصل وسیله‌ای است شبیه کاف فشارسنج قطع می‌شود. پس از آن حجم بالایی از ماده بی‌حس‌کننده به داخل ورید محیطی تزریق می‌شود. به این ترتیب ماده بی‌حس‌کننده تمام عروق آن اندام را پر می‌کند و به مرور جذب بافت اطرافش می‌شود. در نهایت ماده بی‌حس‌کننده که وارد بافت شده به مرور روی رشته‌های عصبی اثر کرده و آن را مسدود می‌کند. اثرات این روش به منطقه‌ای که جریان خون آن بسته شده محدود است و به محض اینکه جریان خون برقرار شود اثرات آن نیز از بین می‌رود.
- بی‌حس موضعی در حفرات بدن: استفاده از داروی بی‌حس‌کننده در حفرات بدن
- بی‌حسی (به انگلیسی: Transincision): با استفاده از این روش جهت بی‌حس کردن زخم، یک کاتتر داخل زخم قرار داده می‌شود و داروی بی‌حس‌کننده به صورت مداوم به آن ناحیه تزریق می‌شود.[۱۹]

## انواع
داروهای بی‌حس‌کننده موضعی تزریقی به‌طور معمول از مواد زیر تشکیل شده‌است:
- عامل بی‌حس‌کننده
- ناقل که اساس آن آب است.
- منقبض‌کننده عروقی
- عامل کاهنده
- مواد نگهدارنده، متیل‌پارابن
- محلول بافر

داروهای استر مستعد ایجاد حساسیت و واکنش‌های دارویی هستند بنابراین استفاده از داروهای آمید ضروری به نظر می‌رسد. تمام داروهای بی‌حس‌کننده که در حال حاضر تحت استفاده درمانی هستند دارای پسوند -کائین هستند.

بیشتر داروهای بی‌حس‌کننده استری توسط آنزیم (به انگلیسی: Butyrylcholinesterase) و داروهای بی‌حس‌کننده آمیدی توسط کبد متابولیزه می‌شوند. این نکته عاملی مهم در استفاده از انواع داروها در بیماران مبتلا به نارسایی کبد هستند، اگرچه آنزیم کولین استراز نیز توسط کبد تولید می‌شود.

به صورت فیزیولوژیک (افراد سن بالا یا افراد سن پایین) یا کسانی که مشکلا پاتولوژیک دارند (مانند سیروز کبدی) و بیمارانی که اختلال متابولیسم کبدی دارند باید از داروهای نوع آمید استفاده شود.

گاهی داروهای بی‌حس‌کننده موضعی در ترکیب با یکدیگر استفاده می‌شوند به عنوان مثال:
- ترکیب لیدوکائین و پریلوکائین که به کِرِم (به انگلیسی: EMLA) معروف است.[۲۲]
- ترکیب لیدوکائین و تتراکائین که به کِرِم (به انگلیسی: Rapydan) معروف است.[۲۳]
- ترکیب تتراکائین و آدرنالین و کوکائین که به عنوان (به انگلیسی: TAC) معروف است.

گاهی داروهای بی‌حس‌کننده تزریقی با مواد منقبض‌کننده عروقی ترکیب می‌شوند. این راهکار جهت تنگ کردن عروق و در نتیجه کاهش جذب عروقی انجام می‌شود که در نهایت باعث افزایش زمان بی‌حسی و کاهش خون‌ریزی می‌شود.
حداکثر میزان داروی بی‌حس‌کننده موضعی قابل استفاده درمانی که با داروهای منقبض‌کننده عروقی ترکیب می‌شود بالاتر از زمانی است که به تنهایی استفاده می‌شود. هرزگاهی کوکائین به این منظور استفاده می‌شود. به عنوان مثال:
- پریلوکائین هیدروکلراید و آدرنالین (با نام تجاری (به انگلیسی: Citanest Forte))[۲۵]
- لیدوکائین، بوپیواکائین و آدرنالین
- لیدوکائین و آدرنالین با نام تجاری آیونتوکائین[۲۶]
- آرتیکائین و آدرنالین که با نام تجاری سپتوکائین در دسترس است.[۲۷]

### گروهاستر
- پروکایین
- تتراکائین
- کوکائین
- بنزوکائین
- کلروپروکائین
- سیکلومتیکائین
- پیپروکائین
- دیمتوکائین
- پروپوکسیکائین
- پروکائین

### گروهآمید
- لیدوکائین
- پریلوکائین
- بوپیواکائین یا مارکائین
- اتیدوکائین
- لووبوپیواکائین
- روپیواکائین
- مپیواکائین
- دیبوکائین
- آرتیکائین
- تریمیکائین

### مشتقات طبیعی
این گروه از داروهای بی‌حس‌کننده جزء مشتقات کوکائین نیستند و معمولاً خواص سمی برای سیستم عصبی دارند. به همین دلیل پسوند -توکسین در نام آن‌ها نیز وجود دارد. این دسته برخلاف مشتقات کوکائین که در قسمت داخلی کانال سدیمی اثر می‌گذاشتند، بر قسمت خارجی این کانال مؤثر هستند.
- ساکسیتوکسین
- نئوساکسیتوکسین
- تترو دوتوکسین
- منتول
- اوژنول
- کوکائین